# Paulo maiora canamus

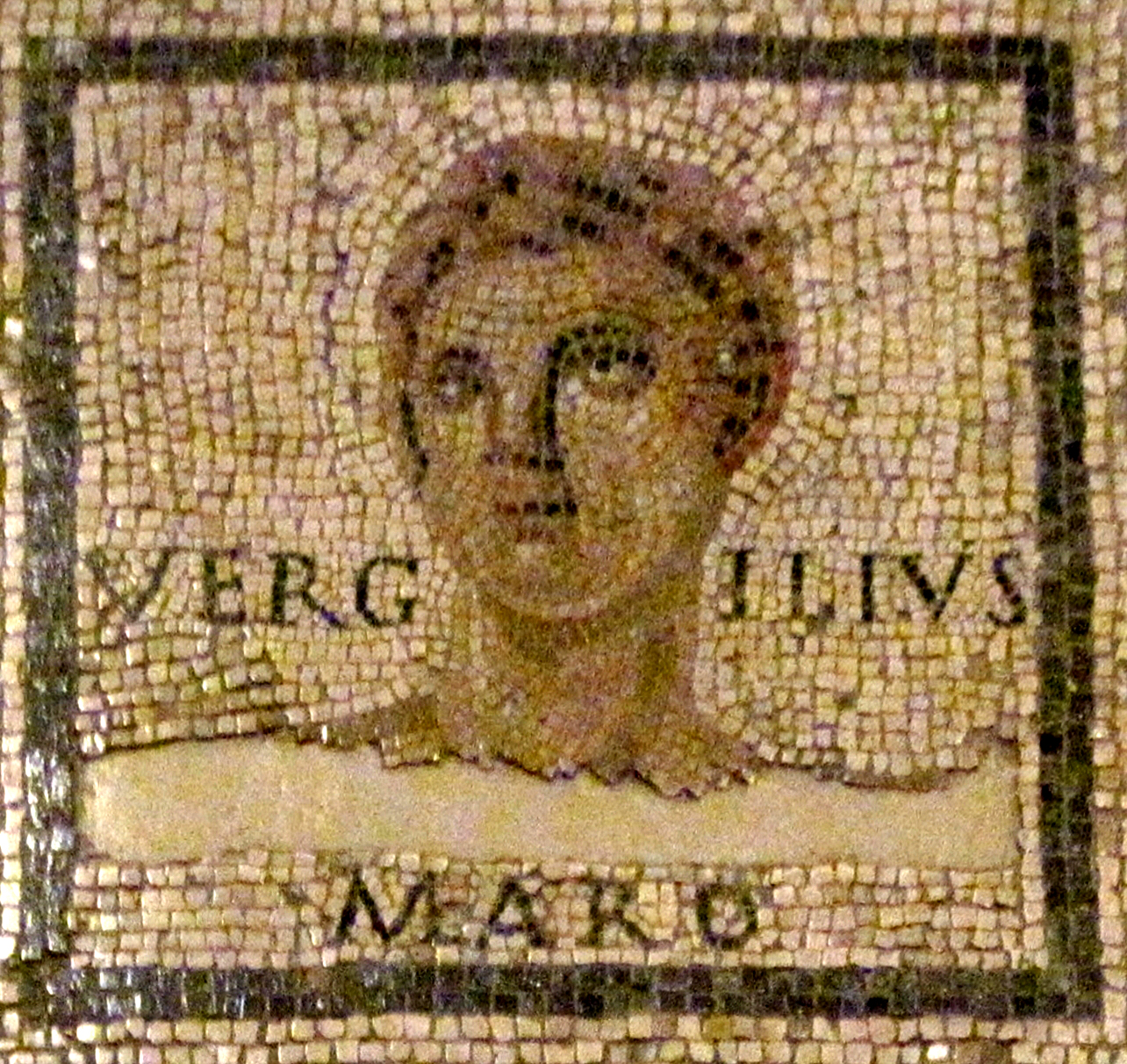
Rappresentazione di Virgilio (Monnus-Mosaic, Rheinisches Landesmuseum Treviri)

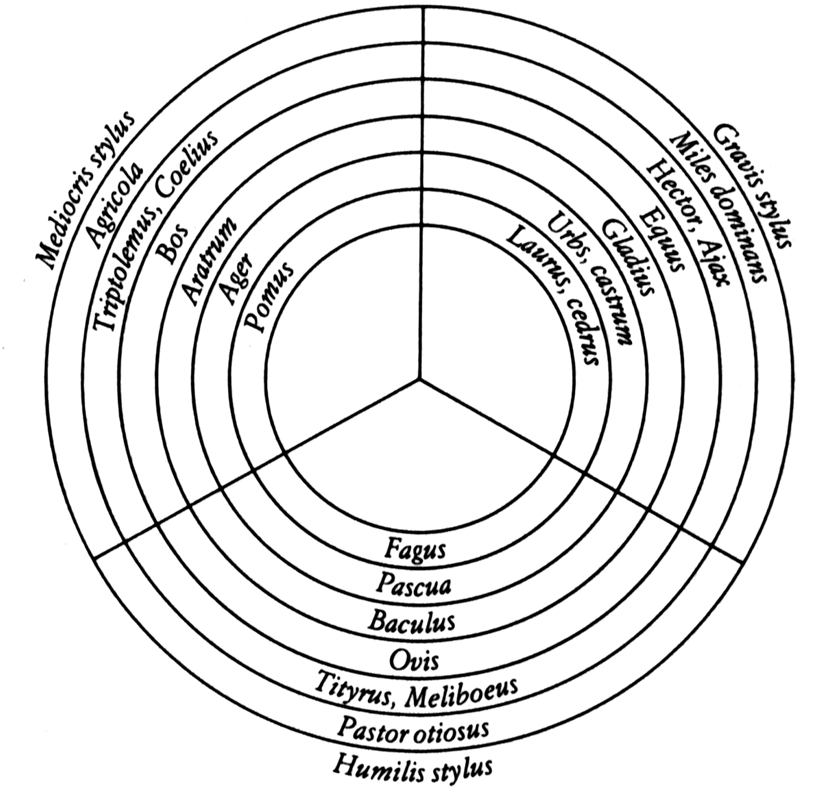
La Rota Vergilii

Paulo maiora canamus è un'espressione latina di Virgilio (Bucoliche, IV, 1) che, tradotta letteralmente, significa «cantiamo cose un po' più elevate».
Si cita la frase per passare, nell'ambito di un discorso, da argomenti frivoli a cose più interessanti, o da una materia dolorosa ad altra più consolante.

## Significato
Per comprendere il senso della frase, è necessario riferirsi al contesto. Nelle Bucoliche Virgilio utilizza normalmente uno stile humilis, corrispondente alla tenuità dei temi e dei personaggi trattati. Tuttavia l'egloga IV, dedicata al console Asinio Pollione, si occupa invece di un argomento elevato: l'avvento di un mondo rigenerato e la nuova età dell'oro. Pertanto l'avvio è questo:
non omnis arbusta iuvant humilesque myricae;

si canimus silvas, silvae sint consule dignae.»
non a tutti piacciono gli arbusti e le umili tamerici:

se cantiamo boschi, che siano boschi degni di un console.»
(Virgilio, Bucoliche, IV, vv. 1-3.)
L'immagine dei modesti arbusti e delle basse tamerici contrapposte ai boschi degni di un console rappresenta la distinzione fra lo stile umile e dimesso e lo stile elevato o tragico, che è motivo essenziale della poetica e della retorica antiche e medievali ed è rappresentato dalla cosiddetta Rota Vergilii.
Entrambe le raccolte di poesie di Giovanni Pascoli Myricae (1891) e Canti di Castelvecchio (1903) hanno come epigrafe arbusta iuvant humilesque myricae «ci piacciono gli arbusti e le umili tamerici», con riferimento alla modestia stilistica e tematica (l'umile vita della campagna) delle poesie contenute. Nei successivi Poemetti il Pascoli adotta invece l'epigrafe paulo maiora, a sottolineare la differenza di intenti rispetto alle precedenti raccolte e la trattazione di oggetti e tematiche che talvolta esulano dall'humilitas agreste e abbracciano la filosofia.